# Ithomia avella
Ithomia avella är en fjärilsart som beskrevs av William Chapman Hewitson 1854. Ithomia avella ingår i släktet Ithomia och familjen praktfjärilar. Inga underarter finns listade i Catalogue of Life.

## Bildgalleri

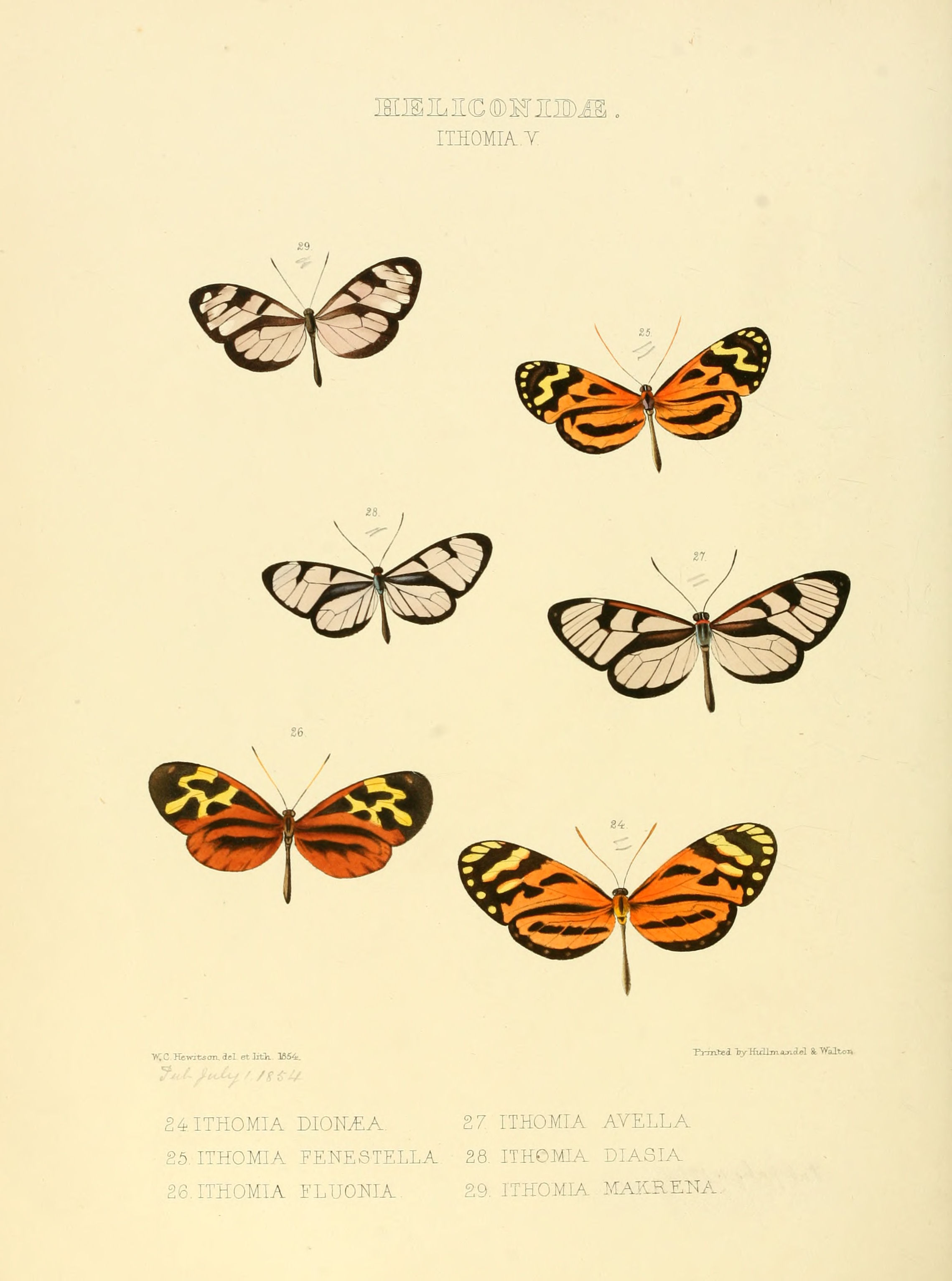
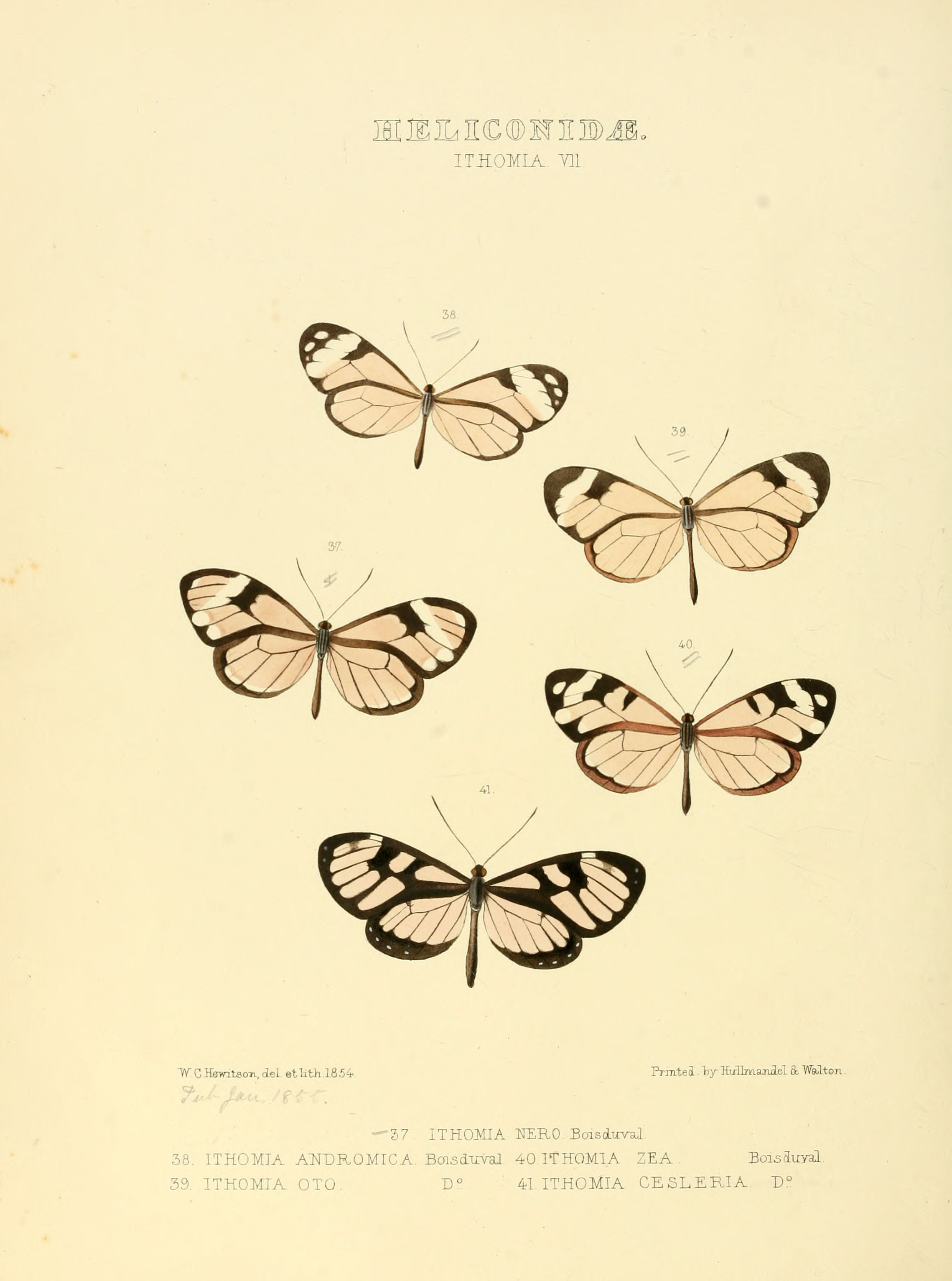
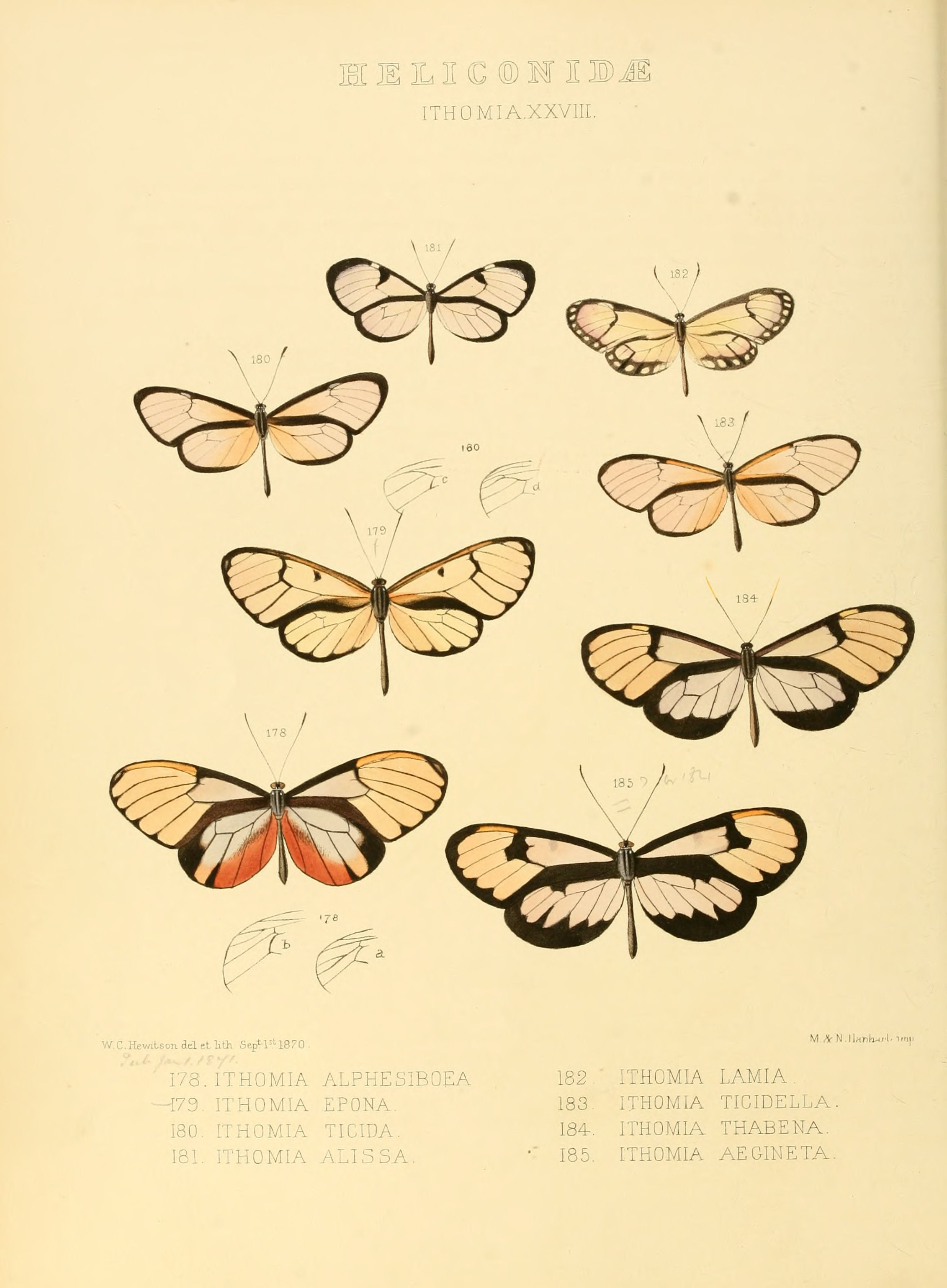